# 零式水上觀測機
零式水上觀測機是三菱重工業研製的水上觀測機·偵察機，為日本帝國海軍委託研製的最後一款雙翼機。日軍內部代號F1M1與F1M2，簡稱「零觀」（ゼロカン），盟軍代號Pete，為日本帝國海軍開戰後最知名也是僅此一型之艦載雙翼水上飛機。

## 開發概述
1935年，日本海軍向愛知、三菱重工、川西飛機等發出委託，競標爭取一款新型艦載水上觀測機；觀測機的任務除了短程偵查、艦炮彈著回報修正外，還要具備一定的空戰性能驅趕同樣任務的觀測機。
雖然三菱接受了委託，但在這之前三菱並沒有開發水上飛機的經驗。但三菱的資深飛機工程師服部讓次與佐野榮太郎組成的團隊接下了這件任務，服部與佐野兩人的共同點都是在三菱神戶造船廠工作過，所以不只會設計飛機，對船隻的結構也略懂一二，這對需要兼顧流體力學及空氣動力的水上飛機來說相當重要。三菱的開發策略是放棄航速，換取更強的升力與空戰敏捷性。觀測機的機身採用鋁合金蟬殼狀應力蒙皮結構，鋁合金機翼，浮筒採用一大兩小，和機身的連接用支柱及確保主翼強度的張線都大為簡化，尾翼為單片式，設計初未對空氣動力進行優化。
1936年6月22日，三菱重工的原型機出廠首飛，此時名稱為十試水上観測機（F1M1），與愛知廠十試水觀及川西廠的原型機一同接受審查。在第一次審查中，川西的單翼水上飛機沒有達到需求性能因而出局，因此後來的競爭只剩愛知與三菱兩家進行，三菱的原型機速度與性能雖然合格，但飛行員指責飛機穩定性不足，在飛行途中會突然陷入自旋狀態；三菱因此為原型機作出許多改良，包括重新設計了帶上反角直線型主翼，並且對垂直尾翼的設計提出二十餘款修正概念，把浮筒略為增大。除此之外，螺旋槳從十試的雙葉款式更換為三葉螺旋槳，引擎也從中島光一型發動機（單列9汽缸，輸出600匹馬力）更換為新研製的三菱瑞星一三型發動機（複列14汽缸，輸出800匹馬力），兩款引擎重量相同，但是輸出動力增強1.3倍，同時因汽缸減少，也縮小了引擎正面截面積，降低空氣阻力。
改良過的三號原型機在1938年2月出廠，性能也改善許多，極速增加到時速370公里，爬升性能則是5000公尺9分鐘。空戰性能上略優於愛知的原型機，但是愛知的機型極速略優於三菱，雙方整體性能沒有非常大的落差；決定三菱勝出的理由則是機體材質：愛知機種主翼採膠合板製造，在高鹽份、高濕度的海上環境中很容易變質脆化。最後在1940年12月日本海軍決定由三菱勝出採用，機型正式名稱為「零式一號觀測機一型」（F1M2）。

## 服役狀況

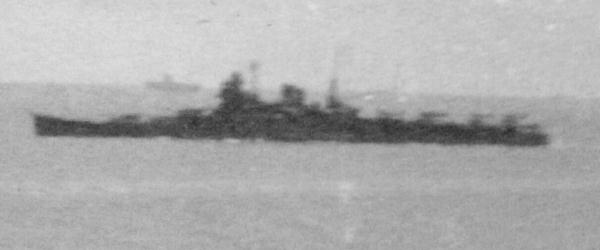
改造成航空巡洋艦的最上號重巡洋艦，載有7架零式水觀

零式水觀除了由三菱重工製造（量產528架、另加4架原型機），另授權給佐世保海軍工廠代工，三菱廠的生產數據當前較無爭議，但佐世保海軍工廠的生產紀錄則有諸多說法，從140架、約180架甚至是590架等說法，因此零式水觀的總產量至少有三種論點：708架、1,005架、1,118架。零式水觀服役不久後太平洋戰爭就開打，但日本海軍設想的戰艦艦炮決戰很少出現，所以零式水觀很少執行炮擊觀測任務，主要以偵查及訓練為主。由於戰場逐漸擴張，零式水上觀測機作為海軍主力的水上偵察機佈署在各水上飛機基地和軍艦上；尤其在南太平洋戰場，基礎建設匱乏的日軍需要大量水上飛機協助作戰。
1942年4月，4架零式水觀共同擊沉美國海軍的PT-34魚雷快艇。瓜達爾卡納爾海戰期间，由田中赖三中将指挥的运输船队，在进行「老鼠运输」（盟军称东京快车）时，零式水观也对运输船队提供侦察和掩护，对此，田中赖三给予零式水观很好的评价。零式水觀甚至與二式水上戰鬥機一同出擊爭奪制空權，或是用於反潛，巡邏和運輸等工作。但在1943年日軍戰線收縮後，零式水觀的使用場合也逐漸縮減。
零式水观最闻名的驾驶者是藤田信雄，他在1942年9月9日和29日，驾驶伊25潜水艇上搭载的零式小型水上偵察機，两次用燃燒彈对美国俄勒岡州的森林进行空袭，成为首位日军空袭美国本土的驾驶员。1945年2月的日本本土防卫战役中，藤田信雄和4名驾驶零式水观同伴在鹿儿岛上空迎击入侵本土的盟军飞机，并利用其机体的格斗性能击落一架F6F地獄貓戰鬥機（但另外4架零式水观中有2架故障返回，2架被击落）
而其設計的空戰性能也為戰爭作出一定貢獻。1930年代性能測試時，三菱曾把她拿來和九六式艦上戰鬥機打模擬空戰，格鬥性能甚至在伯仲之間。所以日本海軍培訓飛行員時偶爾會拿她作為空戰訓練用。在南太平洋戰場時也有零戰飛行員證實說零式水觀曾在戰鬥機部隊的協助下擊落P-38，但倒沒有擊落P-39或F4F的紀錄。
二戰後，留在印尼的零式水上觀測機被印尼接收。在印尼與泰國有短暫使用紀錄。

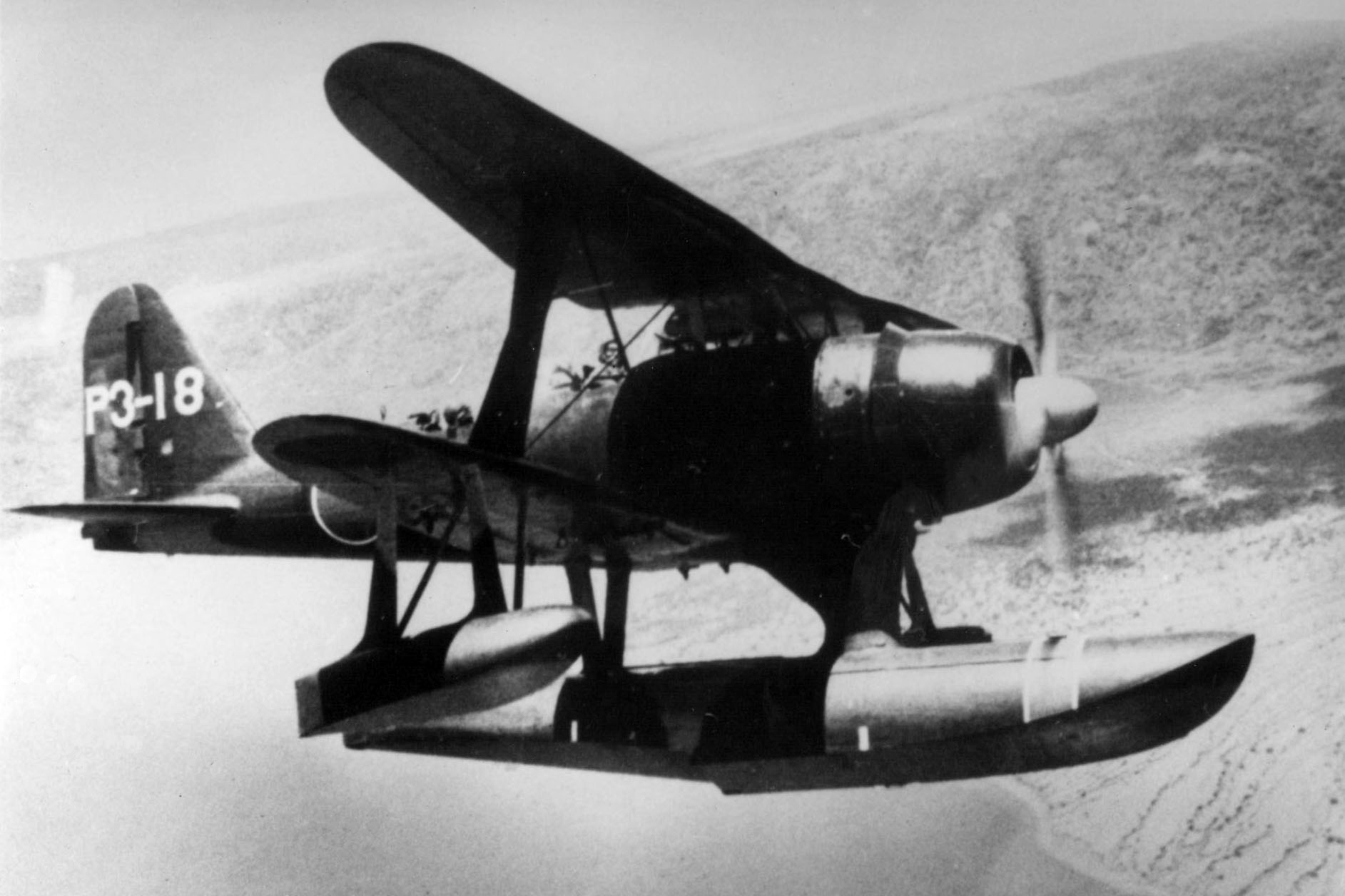
飛翔於拉布爾上空的零式水上觀測機

## 使用國家

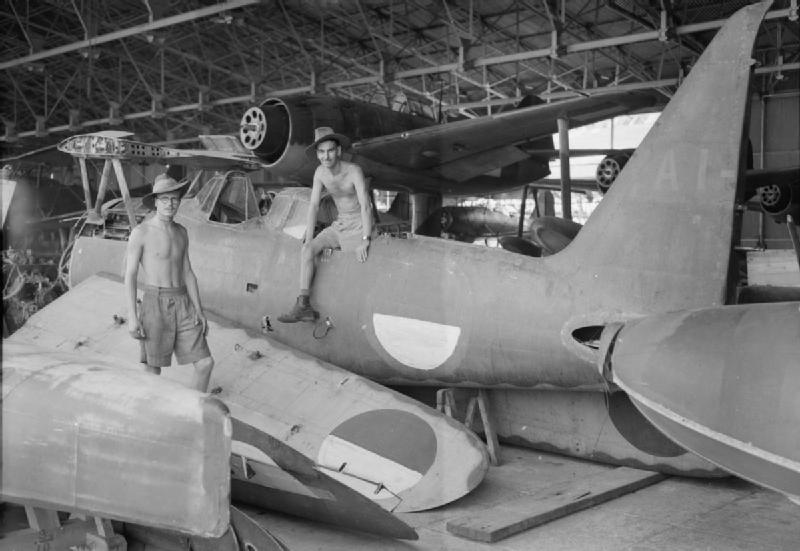
二戰後被印尼人接收的零式水上觀測機

- 日本
- 印度尼西亞